# Воробіївка (Березівський район)
Воробіївка — село Знам'янської сільської громади, Березівський район, Одеська область в Україні. Населення становить 331 осіб.
Село засновано у 1815 році під назвою Воробйове-Берлін, але у 1945 — змінило свою назву на Чапаєве. У 2016 році внесено до переліку населених пунктів, які потрібно перейменувати згідно із законом «Про засудження комуністичного та націонал-соціалістичного (нацистського) тоталітарних режимів в Україні та заборону пропаганди їхньої символіки». Відтак село набуло нову назву — Воробіївка.

## Населення
Згідно з переписом 1989 року населення села становило 318 осіб, з яких 144 чоловіки та 174 жінки.
За переписом населення 2001 року в селі мешкала 331 особа.

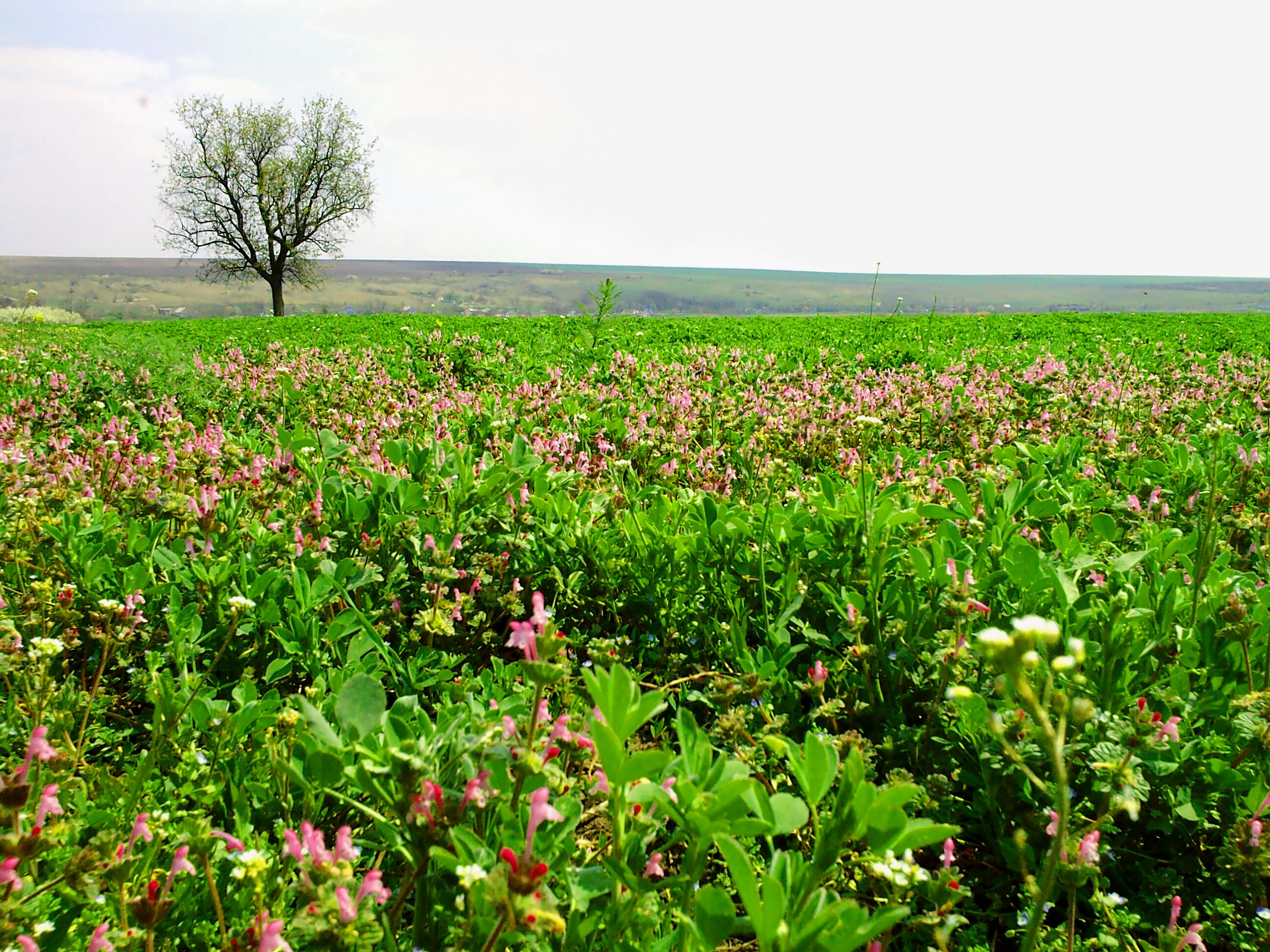
Поля у селі

### Мова
Розподіл населення за рідною мовою за даними перепису 2001 року:
| Мова       | Відсоток |
| ---------- | -------- |
| українська | 93,05 %  |
| вірменська | 2,72 %   |
| молдовська | 2,42 %   |
| російська  | 1,51 %   |
| гагаузька  | 0,3 %    |